# Matt Glaser
Matt Glaser is een Amerikaanse jazz- en bluegrassviolist en docent.

## Biografie
Glaser heeft een M.Mus. graad van de Tufts University. Hij trad op in de Carnegie Hall met Stephane Grappelli en Yo-Yo Ma en op het Boston Globe Jazz Festival met Gunther Schuller. Hij trad ook op met Bob Dylan, Ralph Stanley, Lee Konitz, David Grisman, Mark O'Connor, Andy Statman, Jamey Haddad, Jay Ungar, Bruce Molsky, Darol Anger, Art Baron en het International String Quartet Congress.
Hij is te horen op de Grammy Award-winnende soundtrack voor Ken Burns' documentaire The Civil War uit 1990 en de soundtrack voor de film King of the Gypsies uit 1978. Hij was lid van de raad van adviseurs van Ken Burns' documentaire Jazz uit 2001 en treedt op als verteller in de film.
In 2013 won hij de Artist Teacher Award
van de American String Teachers Association (ASTA). Eerdere ontvangers zijn onder meer Joseph Szigeti, Pablo Casals, Isaac Stern, Yehudi Menuhin, Dorothy DeLay en Ivan Galamian.
Naast het oprichten van zijn eigen muziekgroep de Wayfaring Strangers (met Tony Trischka, Laszlo Gardony en Tracy Bonham), is hij ook lid geweest van de Central Park Sheiks, de New York Bluegrass All-Stars en Fiddle Feaver. Hij heeft een album opgenomen met collega-violist Kenny Kosek en hij is op tal van andere opnamen verschenen.
Hij heeft de twee boeken Jazz Violin en Jazz Chord Studies for Violin geschreven en de instructievideo Swingin' Jazz Violin.
Glaser woont in Somerville (Massachusetts). Tot zijn opmerkelijke studenten behoren Casey Driessen, Sarina Suno en Mads Tolling.

## Central Park Sheiks
De Central Park Sheiks was een band met gemengde invloeden die werd opgericht in de vroege jaren 1970 en de lp Honeysuckle Rose uitbracht. De bandleden waren onder meer Bob Hipkins, Matt Glaser, Richard Lieberson, Bert Lee en John Caruso. Marty Confurious verving Caruso in de latere jaren van de band. De stijl waarmee ze het vaakst worden geassocieerd, is urban en westerse akoestische swingmuziek, maar ze speelden veel country- en folkmelodieën, evenals originele muziek van Hipkins, Lee en Lieberson. De band toerde tijdens hun jaren samen langs vele hogescholen in de oostkust en had een zeer succesvol laatste optreden in het Loeb Student Centre in New York. Hoewel niet algemeen bekend buiten het eclectische muziekcircuit, verwierf de band bekendheid in Japan. De band werd ook geassocieerd met Samuel R Delanys band Heavenly Breakfast, omdat bandlid Bert Lee in de jaren 1960 deel uitmaakte van de gemeenschappelijke band van Delany.

## Discografie
- Honeysuckle Rose[11] (met Central Park Sheiks)
- Flatpicking Guitar Festival[12] (met Central Park Sheiks)

Met Skitch Henderson
- Swinging With Strings (Arbors Records)